# Estimata proterva
Estimata proterva là một loài bướm đêm trong họ Noctuidae.